# Kurucz D. István
Kurucz D[ezső] István (Hódmezővásárhely, 1914. október 7. – Budapest, 1996. október 23.) Kossuth-díjas festő. A korabeli paraszti világ megörökítője, az Alföld festője, a hódmezővásárhelyi iskola egyik kiemelkedő egyénisége.

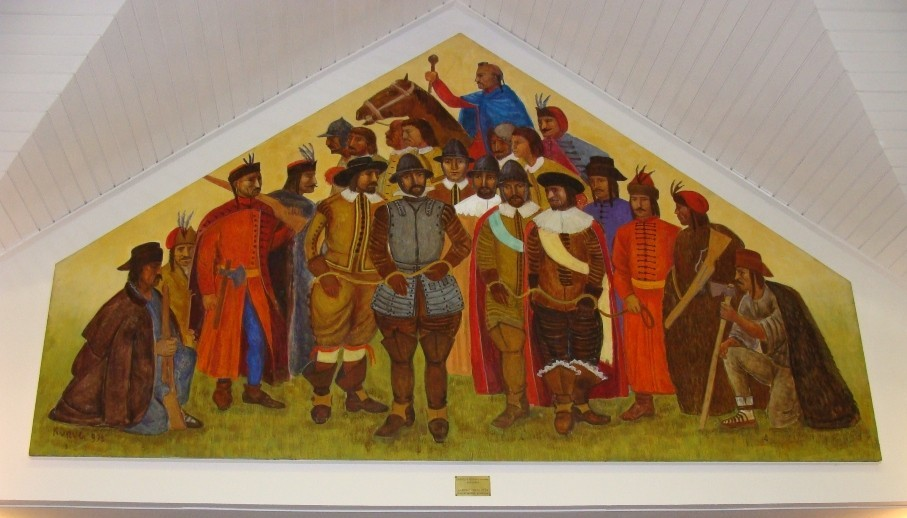
Álmosdi csata
(freskó)
1996

## Életútja
Budapesten folytatott képzőművészeti tanulmányokat, Szőnyi István magániskolájába járt (1933), majd a Magyar Képzőművészeti Főiskolán folytatta tanulmányait (1934-1940), ahol Szőnyi István mellett Rudnay Gyula, Benkhard Ágost, Nagy Sándor voltak a mesterei. Olaszországba utazott tanulmányútra 1941-42-ben, (később a kommunista diktatúra idején, 1961-ben és 1983-ban is kijutott különböző ösztöndíjakkal). Tanulmányai befejeztével hazatért szülővárosába, s ott bekapcsolódott a politikai és művészeti közéletbe, 1944-1945-ben egyik szerkesztője volt a Vásárhely Népe c. helyi lapnak.
1948-ban költözött fel Budapestre, ahol a Kossuth Akadémia Képzőművész Körét vezette, 1949-től a Képzőművészeti Főiskolán tanított freskótechnikát Szőnyi Gyula mellett tanársegédi beosztásban. A tanári és az alkotói munka mellett ellátott számos művészetszervezési feladatot, 1951-52-ben megszervezte a Honvédségi Képzőművészeti Stúdiót, majd ő látta el a Honvéd Képzőművészeti Iskola igazgatói teendőit. Hódmezővásárhelyi házában és műtermében megnyitotta a Képzőművészeti Alap 8. sz. művésztelepét. Később, 1990-ben megszervezte a Mednyánszky Társaságot, s annak vezetője lett, Majd Hajdú-Bihar megyében a Hajdúsági Nemzetközi Művésztelep és a Hortobágyi Alkotótábor elnökeként működött. Nyaranként leginkább szülővárosában és a Hortobágyon festett.

## Művészete
Az alföldi festők (Tornyai János, Koszta József, vagy leginkább Mednyánszky László) irányvonalát követte személyes érzékeny stílusában. Alkotói korszakának első évtizedeiben ecsettel festett szociofotók kerültek ki a keze alól, szociális érzékenysége életművének valamennyi korszakában szerepet játszott, alkotói periódusának utolsó évtizedeiben is, amikor már alkalmazta a konstruktív és absztrakt ábrázolás eszközeit is. Mind a táj-, mind a figurális (emberi alakok, állatok, például lovak) ábrázolásban kitűnt tehetségével, főként tájképeket és életképeket festett. Murális művek alkotásához is jó érzéke volt, kapott is megrendeléseket, de azok nem mind valósultak meg, több pannó- és freskóterve (Mohácsi csata, Hajdúság története) vázlatban maradt.
Ösztönzője volt képzőművészeti kiállítások rendezésének, saját műveiből is számos kiállítást rendezett már 1941 óta itthon és külföldön, s csoportos kiállításokon vett részt. Szerepelt a Vásárhelyi Őszi Tárlatokon, a Hatvani Tájkép és Portrébiennálékon, a Szegedi Nyári Tárlatokon. Képei bemutatásra kerültek a vásárhelyi iskola jubileumi rendezvényein. Szinte minden jeles hazai múzeum és képtár őriz műveket alkotásaiból, sőt olasz és japán közgyűjtemények is.

## Kiállítások (válogatás)

### Egyéni
- 1947 • Régi Műcsarnok, Budapest (Szabó Istvánnal)
- 1960 • Műcsarnok, Budapest (Kamotsay Istvánnal)
- 1961 • Tornyai János Múzeum, Hódmezővásárhely (Kamotsay Istvánnal)
- 1965, 1968 • Milánó
- 1966 • Berlin
- 1970 • Csók Galéria, Budapest
- 1972 • Móra Ferenc Múzeum Képtára, Szeged
- 1974 • Vaszary Terem, Kaposvár
- 1975 • Rudnay Terem, Eger
- 1976 • Józsefvárosi Galéria, Budapest
- 1977 • Műcsarnok, Budapest (gyűjt., kat.) • Perugia
- 1978 • Tornyai János Múzeum, Hódmezővásárhely • Tokió • Kokur
- 1979 • Csontváry Terem, Pécs
- 1982 • Kemenesaljai Művelődési Központ, Celldömölk
- 1985 • Tornyai János Múzeum, Hódmezővásárhely (gyűjt., kat.) • Műcsarnok, Budapest • Tokió • Kyoto • Nara
- 1986 • Hatvani Galéria, Hatvan
- 1987 • Csók Galéria, Budapest • Művészetek Háza, Szekszárd • Hollósy Galéria, Budapest
- 1988 • Csók Galéria, Budapest
- 1989 • Vármúzeum, Simontornya • Városi Kiállítóterem, Zalaegerszeg
- 2003 • Kurucz D. István kiállítása, posztumusz, Magyar Mezőgazdasági Múzeum, Budapest
- 2004 • Az Alföld festője, posztumusz kiállítás, Magyar Mezőgazdasági Múzeum, Budapest[1]

### Csoportos
- 1954-1963 • Magyar Nemzeti Galéria, Budapest
- 1964 • Vásárhelyi Tárlatok
- 1974 • Vásárhelyi Tárlatok
- 1964-1973 • Magyar Nemzeti Galéria, Budapest
- 1954-1978 • A Hódmezővásárhelyi Őszi Tárlatok negyedszázados jubileuma, Műcsarnok

### Köztéri művei
- freskó (1954, Hódmezővásárhely, Lévai úti iskola)
- pannó (1963, Szegedi Kenderfonó)
- pannó (1964, Salgótarján, Rendőrkapitányság)
- secco (1965, Pápa, Pártház)
- secco (1967, Sportkórház, Budapest).

## Képei (válogatás)
- Disznóvásár (1939)
- Kapu előtt (1941)
- Tyúketetés, 1943)
- Októberi alkony (olaj, 60x90 cm)
- Halászok (1945)
- Földosztás (1946)
- Cséplés (1958)
- Aratás (1960)
- Parasztasszony (1961)
- Csikós (1961)
- Fehér tanyák (1963)
- Tél (1963)
- Puszta télen (1973)[2]
- Angyalföldi tanya
- Naplemente a Hortobágyon
- Várakozás (1986)

## Díjak, elismerések (válogatás)
- Munkácsy Mihály-díj (1950)
- A VII. Vásárhelyi Őszi Tárlat Tornyai-plakettje (1960)
- SZOT-díj (1964)
- Érdemes művész (1971)
- A Munka Érdemrend arany fokozata (1974)
- Káplár Miklós-díj és emlékplakett (1977)
- Kiváló művész (1978)
- Szocialista Magyarországért érdemrend (1984)
- Kossuth-díj (1985)
- Hódmezővásárhely díszpolgára (1988)